# Maciej Żurawski
Maciej Stanisław Żurawski (Poznań, 12 settembre 1976) è un ex calciatore polacco, di ruolo attaccante.

## Carriera

### Club
Dopo 4 stagioni al Warta Poznań, nel gennaio 1998 venne acquistato dal Lech Poznan.
Nel gennaio 2000 passa a titolo definitivo al Wisła Cracovia, dove milita fino al 2005, vincendo 5 campionati polacchi e 2 Coppe di Polonia. Fu votato giocatore polacco dell'anno nel 2002.
Venne acquistato dal Celtic nel 2005. Firma un contratto triennale, per una cifra vicina ai due milioni di sterline. Qui sceglie la maglia nº 7, appartenuta prima di lui al brasiliano Juninho Paulista, ma soprattutto a Henrik Larsson. Nella sua prima stagione in Scozia, va a segno 16 volte nella Scottish Premier League 2005-2006, guadagnandosi così le simpatie dei tifosi del Celtic che lo soprannominarono "Magic" Żurawski.
Il 19 febbraio 2006, Żurawski segnò 4 gol quando il Celtic raggiunse un record nella Scottish Premier League, battendo il Dunfermline Athletic per 8-1. Żurawski è stato successivamente votato come il miglior calciatore della SPL.
Nell'inverno del 2008 Zurawski si trasferisce al Larissa squadra militante nella Souper Ligka Ellada. In questa stagione segna all'esordio e diventa il capocannoniere della squadra con 9 reti.
A giugno del 2009 passa ai ciprioti dell'Omonia. Chiude la carriera nel 2011, dopo essere tornato al Wisła Cracovia.

### Nazionale
Venne convocato per disputare i Mondiali di calcio Germania 2006. La Polonia si classificò 3ª nel suo girone, comprendente Germania, Ecuador e Costa Rica. Nella competizione Zurawski non realizzò nemmeno un gol.
È stato inoltre convocato dal commissario tecnico della Nazionale polacca Leo Beenhakker per partecipare al campionato d'Europa 2008, alla prima partita dei quali, contro la Germania, s'infortuna e, per questo motivo, salterà le successive due partite del girone

## Statistiche

### Presenze e reti nei club
Dati aggiornati al 1º gennaio 2012.
| Stagione              | Squadra               | Campionato            | Campionato | Campionato | Totale   | Totale |
| Stagione              | Squadra               | Campionato            | Presenze   | Reti       | Presenze | Reti   |
| --------------------- | --------------------- | --------------------- | ---------- | ---------- | -------- | ------ |
| 1994-1995             | Warta Poznań          | Ekstraklasa           | 21         | 0          | 21       | 0      |
| 1995-1996             | Warta Poznań          | I Liga                | 22         | 1          | 22       | 1      |
| 1996-1997             | Warta Poznań          | II Liga               | 0          | 0          | 0        | 0      |
| 1997-1998             | Warta Poznań          | I Liga                | 16         | 4          | 16       | 4      |
| Totale Warta Poznań   | Totale Warta Poznań   | Totale Warta Poznań   | 59         | 5          | 59       | 5      |
| 1998                  | Lech Poznań           | Ekstraklasa           | 17         | 2          | 17       | 2      |
| 1998-1999             | Lech Poznań           | Ekstraklasa           | 30         | 11         | 30       | 11     |
| 1999-2000             | Lech Poznań           | Ekstraklasa           | 9          | 6          | 9        | 6      |
| Totale Lech Poznań    | Totale Lech Poznań    | Totale Lech Poznań    | 56         | 19         | 56       | 19     |
| 2000                  | Wisła Cracóvia        | Ekstraklasa           | 20         | 6          | 20       | 6      |
| 2000-2001             | Wisła Cracóvia        | Ekstraklasa           | 27         | 8          | 27       | 8      |
| 2001-2002             | Wisła Cracóvia        | Ekstraklasa           | 27         | 21         | 27       | 21     |
| 2002-2003             | Wisła Cracóvia        | Ekstraklasa           | 28         | 22         | 28       | 22     |
| 2003-2004             | Wisła Cracóvia        | Ekstraklasa           | 26         | 20         | 26       | 20     |
| 2004-2005             | Wisła Cracóvia        | Ekstraklasa           | 25         | 24         | 25       | 24     |
| 2005-2006             | Celtic                | SPL                   | 24         | 16         | 24       | 16     |
| 2006-2007             | Celtic                | SPL                   | 26         | 6          | 26       | 6      |
| 2007-2008             | Celtic                | SPL                   | 5          | 0          | 5        | 0      |
| Totale Celtic         | Totale Celtic         | Totale Celtic         | 55         | 22         | 55       | 22     |
| 2008                  | Larissa               | SLE                   | 11         | 6          | 11       | 6      |
| 2008-2009             | Larissa               | SLE                   | 27         | 9          | 27       | 9      |
| Totale Larissa        | Totale Larissa        | Totale Larissa        | 38         | 15         | 38       | 15     |
| 2009-2010             | AC Omonia             | A                     | 23         | 8          | 23       | 8      |
| 2010-2011             | Wisła Cracóvia        | Ekstraklasa           | 21         | 1          | 21       | 1      |
| Totale Wisła Cracóvia | Totale Wisła Cracóvia | Totale Wisła Cracóvia | 174        | 102        | 174      | 102    |
| Totale carriera       | Totale carriera       | Totale carriera       | 405        | 171        | 405      | 171    |

### Cronologia presenze e reti in nazionale
| Cronologia completa delle presenze e delle reti in nazionale ― Polonia | Cronologia completa delle presenze e delle reti in nazionale ― Polonia | Cronologia completa delle presenze e delle reti in nazionale ― Polonia | Cronologia completa delle presenze e delle reti in nazionale ― Polonia | Cronologia completa delle presenze e delle reti in nazionale ― Polonia | Cronologia completa delle presenze e delle reti in nazionale ― Polonia | Cronologia completa delle presenze e delle reti in nazionale ― Polonia | Cronologia completa delle presenze e delle reti in nazionale ― Polonia |
| Data                                                                   | Città                                                                  | In casa                                                                | Risultato                                                              | Ospiti                                                                 | Competizione                                                           | Reti                                                                   | Note                                                                   |
| ---------------------------------------------------------------------- | ---------------------------------------------------------------------- | ---------------------------------------------------------------------- | ---------------------------------------------------------------------- | ---------------------------------------------------------------------- | ---------------------------------------------------------------------- | ---------------------------------------------------------------------- | ---------------------------------------------------------------------- |
| 10-11-1998                                                             | Bratislava                                                             | Slovacchia                                                             | 1 – 3                                                                  | Polonia                                                                | Amichevole                                                             | -                                                                      | 69’                                                                    |
| 3-2-1999                                                               | Ta' Qali                                                               | Malta                                                                  | 0 – 1                                                                  | Polonia                                                                | Amichevole                                                             | -                                                                      | 82’                                                                    |
| 28-4-1999                                                              | Varsavia                                                               | Polonia                                                                | 2 – 1                                                                  | Rep. Ceca                                                              | Amichevole                                                             | -                                                                      | 71’                                                                    |
| 19-6-1999                                                              | Bangkok                                                                | Nuova Zelanda                                                          | 0 – 0 dts (4 – 5 dtr)                                                  | Polonia                                                                | Amichevole                                                             | -                                                                      |                                                                        |
| 26-1-2000                                                              | Cartagena                                                              | Spagna                                                                 | 3 – 0                                                                  | Polonia                                                                | Amichevole                                                             | -                                                                      | 53’                                                                    |
| 26-4-2000                                                              | Poznań                                                                 | Polonia                                                                | 0 – 0                                                                  | Finlandia                                                              | Amichevole                                                             | -                                                                      | 71’                                                                    |
| 25-4-2001                                                              | Bydgoszcz                                                              | Polonia                                                                | 1 – 1                                                                  | Scozia                                                                 | Amichevole                                                             | -                                                                      | 78’                                                                    |
| 10-2-2002                                                              | Limassol                                                               | Polonia                                                                | 2 – 1                                                                  | Fær Øer                                                                | Amichevole                                                             | 2                                                                      |                                                                        |
| 17-4-2002                                                              | Łódź                                                                   | Polonia                                                                | 1 – 2                                                                  | Romania                                                                | Amichevole                                                             | -                                                                      | 46’                                                                    |
| 18-5-2002                                                              | Danzica                                                                | Polonia                                                                | 1 – 0                                                                  | Estonia                                                                | Amichevole                                                             | 1                                                                      | 46’                                                                    |
| 4-6-2002                                                               | Pusan                                                                  | Corea del Sud                                                          | 2 – 0                                                                  | Polonia                                                                | Mondiali 2002 - 1º turno                                               | -                                                                      | 46’                                                                    |
| 10-6-2002                                                              | Jeonju                                                                 | Portogallo                                                             | 4 – 0                                                                  | Polonia                                                                | Mondiali 2002 - 1º turno                                               | -                                                                      | 56’                                                                    |
| 14-6-2002                                                              | Daejeon                                                                | Polonia                                                                | 3 – 1                                                                  | Stati Uniti                                                            | Mondiali 2002 - 1º turno                                               | -                                                                      |                                                                        |
| 21-8-2002                                                              | Stettino                                                               | Polonia                                                                | 1 – 1                                                                  | Belgio                                                                 | Amichevole                                                             | 1                                                                      | 46’                                                                    |
| 7-9-2002                                                               | Serravalle                                                             | San Marino                                                             | 0 – 2                                                                  | Polonia                                                                | Qual. Mondiali 2002                                                    | -                                                                      |                                                                        |
| 12-10-2002                                                             | Varsavia                                                               | Polonia                                                                | 0 – 1                                                                  | Lettonia                                                               | Qual. Euro 2004                                                        | -                                                                      |                                                                        |
| 16-10-2002                                                             | Ostrowiec Świętokrzyski                                                | Polonia                                                                | 2 – 0                                                                  | Nuova Zelanda                                                          | Amichevole                                                             | -                                                                      | 69’                                                                    |
| 20-11-2002                                                             | Copenaghen                                                             | Danimarca                                                              | 2 – 0                                                                  | Polonia                                                                | Amichevole                                                             | -                                                                      | 74’                                                                    |
| 12-2-2003                                                              | Spalato                                                                | Croazia                                                                | 0 – 0                                                                  | Polonia                                                                | Amichevole                                                             | -                                                                      | 80’                                                                    |
| 2-4-2003                                                               | Ostrowiec Świętokrzyski                                                | Polonia                                                                | 5 – 0                                                                  | San Marino                                                             | Qual. Euro 2004                                                        | -                                                                      |                                                                        |
| 20-8-2003                                                              | Tallinn                                                                | Estonia                                                                | 1 – 2                                                                  | Polonia                                                                | Amichevole                                                             | -                                                                      | 46’ 70’                                                                |
| 6-9-2003                                                               | Riga                                                                   | Lettonia                                                               | 0 – 2                                                                  | Polonia                                                                | Qual. Euro 2004                                                        | -                                                                      | 64’                                                                    |
| 10-9-2003                                                              | Cracovia                                                               | Polonia                                                                | 0 – 2                                                                  | Svezia                                                                 | Qual. Euro 2004                                                        | -                                                                      | 74’                                                                    |
| 12-11-2003                                                             | Varsavia                                                               | Polonia                                                                | 3 – 1                                                                  | Italia                                                                 | Amichevole                                                             | -                                                                      | 80’                                                                    |
| 16-11-2003                                                             | Płock                                                                  | Polonia                                                                | 4 – 3                                                                  | Serbia e Montenegro                                                    | Amichevole                                                             | 1                                                                      | 46’                                                                    |
| 18-2-2004                                                              | San Fernando                                                           | Polonia                                                                | 2 – 0                                                                  | Slovenia                                                               | Amichevole                                                             | -                                                                      | 46’                                                                    |
| 21-2-2004                                                              | San Fernando                                                           | Polonia                                                                | 6 – 0                                                                  | Fær Øer                                                                | Amichevole                                                             | -                                                                      |                                                                        |
| 31-3-2004                                                              | Płock                                                                  | Polonia                                                                | 0 – 1                                                                  | Stati Uniti                                                            | Amichevole                                                             | -                                                                      |                                                                        |
| 28-4-2004                                                              | Bydgoszcz                                                              | Polonia                                                                | 0 – 0                                                                  | Irlanda                                                                | Amichevole                                                             | -                                                                      |                                                                        |
| 29-5-2004                                                              | Stettino                                                               | Polonia                                                                | 1 – 0                                                                  | Grecia                                                                 | Amichevole                                                             | -                                                                      | 89’                                                                    |
| 5-6-2004                                                               | Solna                                                                  | Svezia                                                                 | 3 – 1                                                                  | Polonia                                                                | Amichevole                                                             | -                                                                      |                                                                        |
| 18-8-2004                                                              | Poznań                                                                 | Polonia                                                                | 1 – 5                                                                  | Danimarca                                                              | Amichevole                                                             | 1                                                                      | 46’                                                                    |
| 4-9-2004                                                               | Belfast                                                                | Irlanda del Nord                                                       | 0 – 3                                                                  | Polonia                                                                | Qual. Mondiali 2006                                                    | 1                                                                      | 84’                                                                    |
| 8-9-2004                                                               | Cracovia                                                               | Polonia                                                                | 1 – 2                                                                  | Inghilterra                                                            | Qual. Mondiali 2006                                                    | 1                                                                      |                                                                        |
| 9-10-2004                                                              | Vienna                                                                 | Austria                                                                | 1 – 3                                                                  | Polonia                                                                | Qual. Mondiali 2006                                                    | -                                                                      |                                                                        |
| 13-10-2004                                                             | Cardiff                                                                | Galles                                                                 | 2 – 3                                                                  | Polonia                                                                | Qual. Mondiali 2006                                                    | 1                                                                      |                                                                        |
| 17-11-2004                                                             | Saint-Denis                                                            | Francia                                                                | 0 – 0                                                                  | Polonia                                                                | Amichevole                                                             | -                                                                      |                                                                        |
| 9-2-2005                                                               | Grodzisk Wielkopolski                                                  | Polonia                                                                | 1 – 3                                                                  | Bielorussia                                                            | Amichevole                                                             | 1                                                                      |                                                                        |
| 26-3-2005                                                              | Varsavia                                                               | Polonia                                                                | 8 – 0                                                                  | Azerbaigian                                                            | Qual. Mondiali 2006                                                    | -                                                                      | 74’                                                                    |
| 30-3-2005                                                              | Varsavia                                                               | Polonia                                                                | 1 – 0                                                                  | Irlanda del Nord                                                       | Qual. Mondiali 2006                                                    | 1                                                                      |                                                                        |
| 29-5-2005                                                              | Stettino                                                               | Polonia                                                                | 1 – 0                                                                  | Albania                                                                | Amichevole                                                             | 1                                                                      | 63’                                                                    |
| 4-6-2005                                                               | Baku                                                                   | Azerbaigian                                                            | 0 – 3                                                                  | Polonia                                                                | Qual. Mondiali 2006                                                    | 1                                                                      |                                                                        |
| 15-8-2005                                                              | Kiev                                                                   | Polonia                                                                | 3 – 2                                                                  | Serbia e Montenegro                                                    | Amichevole                                                             | -                                                                      | 71’                                                                    |
| 17-8-2005                                                              | Kiev                                                                   | Israele                                                                | 2 – 3                                                                  | Polonia                                                                | Amichevole                                                             | -                                                                      |                                                                        |
| 3-9-2005                                                               | Varsavia                                                               | Polonia                                                                | 3 – 2                                                                  | Austria                                                                | Qual. Mondiali 2006                                                    | 1                                                                      |                                                                        |
| 7-9-2005                                                               | Varsavia                                                               | Polonia                                                                | 1 – 0                                                                  | Galles                                                                 | Qual. Mondiali 2006                                                    | 1                                                                      |                                                                        |
| 7-10-2005                                                              | Bydgoszcz                                                              | Polonia                                                                | 3 – 2                                                                  | Islanda                                                                | Amichevole                                                             | -                                                                      |                                                                        |
| 12-10-2005                                                             | Manchester                                                             | Inghilterra                                                            | 2 – 1                                                                  | Polonia                                                                | Qual. Mondiali 2006                                                    | -                                                                      | 39’                                                                    |
| 30-5-2006                                                              | Chorzów                                                                | Polonia                                                                | 1 – 2                                                                  | Colombia                                                               | Amichevole                                                             | -                                                                      | 82’                                                                    |
| 3-6-2006                                                               | Wolfsburg                                                              | Croazia                                                                | 0 – 1                                                                  | Polonia                                                                | Amichevole                                                             | -                                                                      | 90’                                                                    |
| 9-6-2006                                                               | Gelsenkirchen                                                          | Ecuador                                                                | 2 – 0                                                                  | Polonia                                                                | Mondiali 2006 - 1º turno                                               | -                                                                      | 84’                                                                    |
| 14-6-2006                                                              | Dortmund                                                               | Germania                                                               | 1 – 0                                                                  | Polonia                                                                | Mondiali 2006 - 1º turno                                               | -                                                                      |                                                                        |
| 20-6-2006                                                              | Hannover                                                               | Polonia                                                                | 2 – 1                                                                  | Costa Rica                                                             | Mondiali 2006 - 1º turno                                               | -                                                                      | 46’                                                                    |
| 16-8-2006                                                              | Odense                                                                 | Danimarca                                                              | 2 – 0                                                                  | Polonia                                                                | Amichevole                                                             | -                                                                      | cap.                                                                   |
| 2-9-2006                                                               | Bydgoszcz                                                              | Polonia                                                                | 1 – 3                                                                  | Finlandia                                                              | Qual. Euro 2008                                                        | -                                                                      | cap.                                                                   |
| 6-9-2006                                                               | Varsavia                                                               | Polonia                                                                | 1 – 1                                                                  | Serbia                                                                 | Qual. Euro 2008                                                        | -                                                                      | cap.                                                                   |
| 7-10-2006                                                              | Alma-Ata                                                               | Kazakistan                                                             | 0 – 1                                                                  | Polonia                                                                | Qual. Euro 2008                                                        | -                                                                      | cap. 72’                                                               |
| 11-10-2006                                                             | Chorzów                                                                | Polonia                                                                | 2 – 1                                                                  | Portogallo                                                             | Qual. Euro 2008                                                        | -                                                                      | cap.                                                                   |
| 15-11-2006                                                             | Bruxelles                                                              | Belgio                                                                 | 0 – 1                                                                  | Polonia                                                                | Qual. Euro 2008                                                        | -                                                                      | cap. 62’                                                               |
| 24-3-2007                                                              | Varsavia                                                               | Polonia                                                                | 5 – 0                                                                  | Azerbaigian                                                            | Qual. Euro 2008                                                        | -                                                                      | cap.                                                                   |
| 28-3-2007                                                              | Kielce                                                                 | Polonia                                                                | 1 – 0                                                                  | Armenia                                                                | Qual. Euro 2008                                                        | 1                                                                      | cap.                                                                   |
| 2-6-2007                                                               | Baku                                                                   | Azerbaigian                                                            | 1 – 3                                                                  | Polonia                                                                | Qual. Euro 2008                                                        | -                                                                      | cap. 57’                                                               |
| 6-6-2007                                                               | Erevan                                                                 | Armenia                                                                | 1 – 0                                                                  | Polonia                                                                | Qual. Euro 2008                                                        | -                                                                      | 60’                                                                    |
| 8-9-2007                                                               | Lisbona                                                                | Portogallo                                                             | 2 – 2                                                                  | Polonia                                                                | Qual. Euro 2008                                                        | -                                                                      | cap. 56’                                                               |
| 12-9-2007                                                              | Helsinki                                                               | Finlandia                                                              | 0 – 0                                                                  | Polonia                                                                | Qual. Euro 2008                                                        | -                                                                      | 80’                                                                    |
| 13-10-2007                                                             | Varsavia                                                               | Polonia                                                                | 3 – 1                                                                  | Kazakistan                                                             | Qual. Euro 2008                                                        | -                                                                      | 46’                                                                    |
| 17-11-2007                                                             | Chorzów                                                                | Polonia                                                                | 2 – 0                                                                  | Belgio                                                                 | Qual. Euro 2008                                                        | -                                                                      | cap. 82’                                                               |
| 6-2-2008                                                               | Praga                                                                  | Rep. Ceca                                                              | 0 – 2                                                                  | Polonia                                                                | Amichevole                                                             | -                                                                      | 46’                                                                    |
| 26-3-2008                                                              | Cracovia                                                               | Polonia                                                                | 0 – 3                                                                  | Stati Uniti                                                            | Amichevole                                                             | 1                                                                      | cap. 46’                                                               |
| 27-5-2008                                                              | Reutlingen                                                             | Albania                                                                | 0 – 1                                                                  | Polonia                                                                | Amichevole                                                             | -                                                                      | cap. 61’                                                               |
| 1-6-2008                                                               | Chorzów                                                                | Polonia                                                                | 1 – 1                                                                  | Danimarca                                                              | Amichevole                                                             | -                                                                      | cap. 46’                                                               |
| 8-6-2008                                                               | Klagenfurt                                                             | Polonia                                                                | 0 – 2                                                                  | Germania                                                               | Euro 2008 - 1º turno                                                   | -                                                                      | cap. 46’                                                               |
| Totale                                                                 |                                                                        | Presenze                                                               | 72                                                                     |                                                                        | Reti                                                                   | 17                                                                     |                                                                        |

## Palmarès

### Club
- Campionato polacco: 5

Wisla Cracovia: 2000-2001, 2002-2003, 2003-2004, 2004-2005, 2010-2011
- Coppa di Polonia: 2

Wisla Cracovia: 2000-2001, 2002-2003
- Campionato scozzese: 3

Celtic: 2005-2006, 2006-2007, 2007-2008
- Coppa di Scozia: 1

Celtic: 2006-2007
- Coppa di Lega scozzese: 1

Celtic: 2005-2006
- Campionato cipriota: 1

Omonia: 2009-2010

### Individuale
- Calciatore polacco dell'anno: 1

2002
- Capocannoniere del campionato polacco: 2

2001-2002 (21 gol), 2003-2004 (20 gol)